# Bruja Escarlata
Wanda Maximoff (Scarlet Witch en inglés y Bruja Escarlata en español) es una superheroína serbia pero también supervillana que aparece en los cómics publicados por Marvel Comics. Apareció por primera vez en X-Men #4 (1964) y fue creada por Stan Lee y Jack Kirby, debutando en la denominada Edad de Plata de los Cómics. En sus inicios, fue presentada en una supervillana junto con su hermano gemelo llamado Quicksilver, ambos miembros fundadores de la Hermandad de Mutantes. El personaje, presentado en sus inicios en una mutante, posee habilidades para alterar la realidad de formas no especificadas y es, además, una poderosa hechicera. Más tarde, se convertiría en miembro regular de Los Vengadores. Con el tiempo, contraería matrimonio con su compañero de equipo llamado Visión.
Descritos como los hijos del Zumbador (superhéroe de la Edad de Oro de los Cómics), la Bruja Escarlata y Quicksilver se establecieron más tarde como descendientes de Magneto (quien desconocía de su existencia). Nacidos de la esposa separada de Magneto en Transia, ambos quedaron bajo el cuidado de sus padres adoptivos romaníes, y ella fue criada como Wanda Maximoff. En un retcon, mucho más tarde, se reveló que Quicksilver y ella no eran mutantes, sino que fueron secuestrados y utilizados como experimentos genéticos por el Alto Evolucionador y luego engañados para creer que Magneto era su padre.
Wanda ha aparecido durante 5 décadas ininterrumpidas en las páginas de cómics de Marvel, protagonizando dos series homónimas limitadas junto con su marido llamado Visión, y siendo miembro regular en las entregas de Los Vengadores. El personaje ha aparecido en otros productos de Marvel, como películas animadas, juegos de arcade y de video, series de televisión, figuras de acción y cartas coleccionables. La Bruja Escarlata fue interpretada por Elizabeth Olsen en las películas del Universo cinematográfico de Marvel: Captain America: The Winter Soldier (2014) (cameo final), Avengers: Age of Ultron (2015), Capitán América: Civil War (2016), Avengers: Infinity War (2018) sufrida por el chasquido, Avengers: Endgame (2019), la miniserie de Disney+, WandaVision (2021) hasta la reciente película Doctor Strange en el multiverso de la locura (2022) siendo la villana del Doctor Strange.
La Bruja Escarlata fue colocada en el puesto 97 en la lista de la Revista Wizard sobre "Los 200 Héroes Más Grandes de los Cómics".

## Historia ficticia

### Origen
Después de la trágica muerte de su hija, Anya, en un incendio provocado por una multitud antimutante, el mutante Magneto, utilizó sus poderes y exterminó a toda la multitud ante la mirada horrorizada de su esposa, Magda, la cual huyó de su marido hacia la pequeña Nación de Transia en los Montes Balcanes, estando ya embarazada de mellizos. Magda dio a luz en la Montaña Wundagore, "La ciudadela del Alto Evolucionador", a los mellizos Wanda y Pietro. Ese día, el dios antiguo caído conocido como Chthon le infundió a la recién nacida Wanda un gran potencial mágico además de sus habilidades mutantes. Magda murió luego del parto.
Por ese entonces también se presentaron en Wundagore, Robert y Madeline Frank, viejos superhéroes conocidos como Whizzer y Miss América, quienes estaban esperando un hijo, el cual nació muerto, y Madeline murió con él. Bova, la mujer-vaca, asistente del Alto Evolucionador, ayuda a Madeline en la labor de parto. Madeline pierde la vida en el parto, de la misma manera que lo hace el hijo que esperaba. Bova decidió arreglar las cosas dándole los mellizos a Robert como si fueran sus hijos, pero al saber de la muerte de su esposa este escapó. Entonces, el Alto Evolucionador se presentó como un dios ante el gitano Django Maximoff y su esposa Marya y les entregó a los niños, que fueron entonces nombrados como Pietro y Wanda.
Después de que Django Maximoff robara pan de una ciudad vecina con el fin de alimentar a su famélica familia, los ciudadanos incendiaron la aldea romaní, matando a Marya. Pietro llevó a Wanda a un lugar seguro y los dos se mantuvieron deambulando por Europa. Los eventos de su infancia fueron tan traumáticos que no los recordaron hasta bien entrada la vida adulta. Después de que Wanda usó sus poderes para salvar a un niño, fueron perseguidos por una muchedumbre y salvados por Magneto, (sin que ninguno conociera el lazo sanguíneo que los unía). Como consecuencia, Magneto los recluta para formar parte de la Hermandad de Mutantes Diabólicos, que luchó contra los X-Men en varias ocasiones. Cuando Magneto fue secuestrado por la entidad cósmica Stranger, la Hermandad se disuelve y los gemelos declaran que su deuda con Magneto ha sido pagada.

### Hermandad de mutantes diabólicos
Una vez que Pietro (Quicksilver) y Wanda (Scarlet Witch) alcanzan la adolescencia, descubren que son de hecho mutantes. Pietro posee velocidad súper humana, mientras que Wanda descubre que puede controlar la probabilidad. Cuando la pareja muestra sus poderes en público, son atacados por una multitud supersticiosa, pero son salvados por su padre — el ahora supervillano Magneto — aunque ni Magneto o sus hijos eran conscientes de su conexión. Magneto eventualmente recluta al par en su primera encarnación de La hermandad de mutantes diabólicos. La hermandad lucha contra los X-Men en muchas ocasiones, y los mellizos como reluctantes miembros de la hermandad se unen y permanecen en la misma por su obligación con Magneto. Cuando su padre y su lacayo Sapo son secuestrados por la entidad cósmica El extraño, la hermandad se disuelve y los mellizos declaran que su deuda con Magneto ha sido pagada.

### Vengadores
Wanda y Pietro fueron invitados por Iron Man para unirse a los Vengadores. Ella traba una estrecha amistad con Ojo de Halcón. Años más tarde, al conocer parte de su historia, Wanda y Pietro creyeron por un tiempo que Robert Frank, alias el Whizer, era su padre, y se llamaron Wanda y Pietro Frank. Pero luego Django supo de ellos y supo que no habían muerto como creyó. Django murió salvando a la Bruja Escarlata de la entidad Chton que la había poseído, y aunque conservaron sus nombres de Wanda y Pietro ambos tomaron el apellido "Maximoff" en su honor.
Wanda se enamoró y casó con Visión, el androide, y por un tiempo todo fue felicidad.
La Bruja Escarlata comienza a sentirse frustrada por su bajo control de su capacidad mutante y ésta se pone bajo la tutela de la bruja Agatha Harkness, quien le ayuda a desarrollar sus poderes mutantes y mezclarlos con habilidades mágicas.
Poco después, mientras trataba de localizar a Magda una vez más, Magneto se enteró de que él era el padre de Wanda y Pietro. De inmediato les informó de su relación poco después del nacimiento de Luna, la hija de Pietro. La Bruja Escarlata y Visión tomaron licencia de ausencia de los Vengadores, instalándose en la ciudad de Leonia, Nueva Jersey, y Wanda concibió unos mellizos llamados Thomas y William.

### Los hijos de Wanda
Wanda y Visión se alían con los Vengadores de la Costa Oeste. Poco después de esto, Visión se desequilibra al intentar reponer los ordenadores de todo el mundo. Aunque más tarde es reconstruido, Visión es recreado como un sintezoide incoloro, sin emociones. La agitación de Wanda se incrementa cuando Wonder Man (cuyos patrones cerebrales fueron el modelo para construir a Visión), se enamora en secreto de la Bruja Escarlata.
Otro revés personal sigue cuando se revela que los hijos de Wanda, son en realidad dos fragmentos que faltan en el alma de la entidad demoníaca el Amo Pandemonium, esclavo de Mephisto. Luego Agatha Harkness, la mentora de Wanda, borra de Wanda los recuerdos de sus hijos, para que no sufra más por esa pérdida. con la ayuda de su mentora olvida a sus hijos

### Vengadores Desunidos
Los años pasaron, y tras un comentario de la Avispa, Wanda empezó a sospechar nuevamente sobre la existencia de sus hijos. En busca de consejo, Wanda busca a Agatha Harkness, y tras hablar con ella termina matándola, culpándola por haber sido parte del complot para separarla de sus hijos. Desesperada, Wanda buscó la ayuda de Doctor Doom para ver si él puede ayudarla a recuperar a sus hijos. Para ello, convocan a "La Fuerza Vital", una entidad cósmica que se funde con la Bruja Escarlata.
Completamente fuera de si, Wanda lanza una campaña en contra los Vengadores, culpándolos por todo lo que le ocurrió a sus hijos. En el proceso, manipula a Tony Stark para romper la relación entre los Vengadores y las Naciones Unidas,asesinando a Scott Lang, el segundo Hombre Hormiga. Visión es destruido mientras destruye parte de la Mansión de los Vengadores y Hawkeye se sacrifica. Finalmente, tanto los Vengadores junto a muchos héroes más confrontan a Wanda y es el Doctor Strange quien utiliza el "Ojo de Agamoto" para vencer a Wanda. Luego, Magneto llega y pide a los Vengadores llevarse a su hija con él.

### Dinastía de M y Exterminación
Wanda es llevada por Magneto a Genosha, donde recibe ayuda telepática del Profesor Charles Xavier. Al darse cuenta de que los Vengadores y los X-Men están pensando seriamente matar a su hermana, debido a sus poderes inestables, Quicksilver convence a la Bruja Escarlata a usar sus poderes para crear un mundo donde todos tengan sus deseos más profundos cumplidos, con un mundo gobernado por Magneto y uno donde la familia Maximoff está reunida. A pesar de que la realidad tiene éxito, varios héroes (Hawkeye, Wolverine, y Layla Miller), recuperan sus recuerdos y reúnen a los héroes de la Tierra para detener la "Dinastía de Magneto". Cuando los héroes (que piensan que Magneto es el responsable de la deformación de la realidad) y Magneto descubren lo que hizo Quicksilver, Magneto asesina a su hijo único, solo para que Wanda le resucitara y culpara a su padre y sus sueños como la causa de la pérdida de sus hijos. Como resultado de ello, Wanda usa sus poderes para regresar la realidad como estaba, no sin antes despojar de sus poderes al 90% de la población mutante, con la proclamación de "No más mutantes...". Para insulto añadido, Wanda también despoja de poder a su padre y a su hermano, antes de retirarse a Wundagore a vivir una vida normal lejos de todo el mundo. Su acto final, es resucitar a Hawkeye, que comienza una frenética búsqueda de Wanda, pero la misteriosa entidad dentro de Wanda reclama su cuerpo, sumiendo a Wanda en un estado amnésico. Hawkeye en última instancia, se encuentra a Wanda, pero después de tener sexo con ella, opta por mantener su verdadera identidad un secreto.
Más tarde, el x-men Bestia, descubre a Wanda y busca su ayuda para lidiar con las secuelas de su ataque a la población mutante, pero ella no tiene ningún recuerdo de él.
Más tarde, los Jóvenes Vengadores Wiccan y Speed intentan (sin éxito) encontrarla. Pero Loki se ha disfrazado como la Bruja Escarlata para manipular a un nuevo equipo de los Vengadores.

### Regreso
La Bruja Escarlata resurgió poco después. Se revela que la Bruja Escarlata que se ha visto, en realidad era un "Doombot", lo que impulsó a los Jóvenes Vengadores y Magneto a viajar a Latveria con los Vengadores y Quicksilver detrás de ellos. Wiccan finalmente encuentra la verdadera Wanda, al parecer, sin sus poderes, amnésica y comprometida para casarse con el Doctor Doom. Con Wolverine y los Vengadores detrás de ellos en la búsqueda, el joven Vengador Iron Lad, rescata al equipo y a Wanda, quien se teletransporta con ellos en el pasado, donde Wanda poco a poco recupera su memoria. Cuando el grupo regresa al presente, la Bruja Escarlata se muestra en una depresión en la que ella piensa que ella mató a su padre, su hermano, y los Vengadores. Ella se compromete a matarse con unos buques Kree y clones de Ultron que los Jóvenes Vengadores destruyen a tiempo. Wiccan le dice que su padre, su hermano, y sus "hijos" todavía están vivos. Wanda reconoce a Wiccan y Speed como sus hijos, mientras se recrimina el daño que causó a la comunidad mutante. Bestia le pregunta si ella puede revertir su hechizo de "No más mutantes", pero ella no está segura de que un hechizo contrario podría funcionar. Ellos se encuentran con la Agencia de investigadores X-Factor, que tiene muchos miembros que son mutantes sin poderes. Rictor se somete como voluntario y sus poderes son restaurados. Los X-Men se presentan y Wanda le dice a todos que ella dará a los X-Men lo que quieran. Sin embargo, se produce una batalla entre los X-Men y Los Vengadores sobre qué hacer con ella, obligando a Wanda y a los Jóvenes Vengadores a huir de nuevo con Doctor Doom. Se puso de manifiesto que los poderes mejorados de Wanda fueron el resultado de su intento de resucitar a sus hijos. Con Wiccan y la ayuda del Doctor Doom, se trata de utilizar a la entidad que posee a Wanda para restaurar los poderes de los mutantes. Este es detenido por los Jóvenes Vengadores (que están preocupados por el efecto que se produciría si los mutantes carentes de poder de pronto los recuperan). En eso se revela el plan del Doctor Doom: la transferencia de la entidad a su propio cuerpo y su transformación a manos de Wanda como un dios con los poderes de todos los mutantes. Doctor Doom se vuelve omnipotente, con facultades que superan a los de los seres como el Todopoderoso o el Cubo Cósmico. Los Jóvenes Vengadores se enfrentan a él, pero el Doctor Doom mata a Cassie justo antes de que Wanda y Wiccan roben sus poderes. Con la crisis inmediata resuelta, y los Jóvenes Vengadores convencen a los otros héroes que culpar a Wanda no se logrará nada. Cíclope se compromete a dejarla sola, pero afirma que va a matar a Wanda si ella vuelve a hacer algo en contra de los héroes de nuevo. Rechazando la oferta de unirse a los Vengadores, hasta que decida qué hacer con su vida.

### Vengadores vs. X-Men
Bruja Escarlata vuelve con los Vengadores cuando Ms. Marvel y Spider-Woman le ofrecen de nuevo su lugar entre los Vengadores. Sin embargo, allí se reencuentra con Visión, que aún está resentido por haberlo "matado" y le pide que se vaya. A pesar de que tanto Ms. Marvel como Iron Man, defienden a Wanda, los Vengadores en última instancia, apoyan toda decisión de Visión, pues, obviamente, está dolido por la situación: por lo tanto, Ms. Marvel tiene que llevarse un tiempo a Wanda. Cuando los Vengadores van a capturar a la joven Hope Summers a Utopía, se enfrentan a la Fuerza Fénix en el interior de la niña, manipulada por Cíclope y Emma Frost. Entonces la Bruja Escarlata llega y los salva. Hope está de acuerdo en ir con la Bruja Escarlata, y Wanda causa daño físico a Cíclope cuando toca su brazo, evitando que se lleven a Hope. Tras este acontecimiento, Scott se plantea eliminar a los Vengadores tras concluir que son una amenaza y qué solo les dan problemas, con la Bruja Escarlata de nuevo en las filas de Los Vengadores, Cíclope y el resto de la Fuerza Fénix decide eliminarla ya que ella es la única capaz de herirles. Por otro lado, Iron Man, tras un primer contacto de la Fuerza Fénix y Wanda, consigue descubrir un enlace entre el poder del fénix y la magia del caos de Wanda. Como resultado de intentar destruir a Wanda, Namor es humillado por Wanda que decide desobedecer las órdenes de Scott y, con una pequeña ayuda de Emma, decide vengarse destruyendo Wakanda donde residían Wanda y los Vengadores en ese momento. Por suerte y tras un gran esfuerzo, Wanda consigue vencer a Namor y con ello, eliminar la fuerza fénix que se hospedaba en su cuerpo que pasa a dividirse entre los miembros restantes de la fuerza fénix. Tras un sinfín de investigaciones realizadas por La Bestia y Tony Stark en los poderes de Wanda en los que intentaban buscar un factor determinante en su magia sumada a la de 3 de los componentes del equipo que creían poder hacer frente a la Fuerza Fénix (Thor, Wolverine y el propio Iron Man, pero descubrieron que ninguno de ellos podía hacer frente al Fénix ni siquiera con los poderes de Wanda. Cuando creían haber perdido la esperanza en buscar nuevas soluciones, aparece Hope y entonces Wanda prueba con ella la conexión entre su magia y Hope dando como resultado una unión que funcionaría contra la Fuerza Fénix y por lo tanto el único plan válido para derrotarles. Finalmente, Wanda y Hope unen sus fuerzas para derrotar a Scott que acaba adueñándose él solo de la fuerza fénix acabando por convertirse él mismo en Fénix Oscuro. Tras una dura batalla, consiguen arrebatar la fuerza fénix a Cíclope y es absorbida por Hope convirtiéndose así en Fénix Blanca. Con la fuerza fénix en su poder, Hope restaura el gen mutante a la población, haciendo aparecer de repente nuevos mutantes. Antes de que se viera tentada por el gran poder del fénix, Wanda convence a Hope para liberar el poder del Fénix pronunciando al unísono "No más fénix". Tras poner a Cíclope en arresto, el Capitán América habla con Scott diciéndole que no piensa caer otra vez en el error que les llevó a enfrentarse a un grupo con otro y tras este acontecimiento, fundará un nuevo grupo en el que sus miembros serán tanto Hombres-X como vengadores, en el que Wanda entrará a formar parte junto con el propio Capitán América, Thor y por otro lado, Wolverine, Rogue y Havok.

### Imposibles Vengadores
Al decidir que los Vengadores deben hacer más esfuerzos para mostrar la cooperación pública entre los superhumanos mutantes y no mutantes, el Capitán América autoriza un nuevo Escuadrón de la Unidad de los Vengadores, compuesto por los Vengadores y los X-Men. Le pide a Wanda que se una al equipo, dándole la oportunidad de expiar el pasado reciente y mostrar a los demás que la redención es posible.
Poco después de que Wanda se une al equipo, su compañera Rogue es manipulado por los villanos Apocalypse Twins y mata a Wanda. Esta muerte es revertida una vez que el equipo es proyectado hacia el pasado.

### AXIS
Después de robar la telepatía mutante de Charles Xavier, el villano nazi Red Skull monta un nuevo ataque. Wanda trabaja con Doctor Strange para lanzar un hechizo de inversión moral, con la esperanza de extraer la esencia de Xavier en Red Skull y ponerlo en control del cuerpo. Este hechizo fracasa cuando el Doctor Doom toma el lugar de Strange, lo que resulta en la inversión moral de todos los héroes y villanos de los alrededores, incluida Wanda. Cuando Quicksilver y Magneto intentan razonar con la ahora villana Wanda, ella los ataca con una maldición mágica diseñada para castigar su propia línea de sangre. Cuando solo Quicksilver se ve afectado, Wanda se da cuenta de que Magneto no es su padre. Antes de que pueda continuar con esto, Doom aparece con el resucitado Jericho Drumm (Hermano Vudú) y el espíritu del hermano muerto del héroe, Daniel Drumm. Daniel posee a Wanda, lo que le permite a ella y a Doom deshacer el hechizo y restaurar la moralidad de los héroes y villanos a la normalidad.
Con el Escuadrón de la Unidad de los Vengadores, la Bruja Escarlata y Quicksilver luego hacen un viaje a la Contra-Tierra.
Después de ser rastreados y derrotados por Luminous (una mujer sobrehumana creada a partir del material genético de la Bruja Escarlata y Quicksilver), Wanda y Pietro son llevados ante el Alto Evolucionador. Afirma que Django y Marya Maximoff fueron sus verdaderos padres, lo que implica que los gemelos en realidad son los perdidos Ana y Mateo. También revela que Magneto y Magda no solo no son sus padres, sino que no son mutantes y no tienen el gen X. Él explica que sus rasgos sobrehumanos son el resultado de experimentar con ellos cuando eran niños y luego abandonarlos con los Maximoff cuando no estaba satisfecho con los resultados. Después de que el Alto Evolucionador es derrotado, Wanda y Pietro regresan a la Tierra con la División de Unidad de los Vengadores. Al ver que está molesta por los eventos y revelaciones recientes, Visión se acerca a Wanda con compasión en lugar de juicio, el comienzo de una nueva amistad.

### Bruja Escarlata (2016-2017)
Dejando a los Vengadores para poder reencontrarse a sí misma, Wanda se convierte en una solucionadora de problemas que se especializa en amenazas mágicas, con la ayuda del fantasma de Agatha Harkness. Agatha confirma que ha sabido todo el tiempo que Wanda no era una mutante ni la hija de Magneto, pero optó por no decir nada para no influir en la Bruja Escarlata por el camino equivocado y alterar su destino. Durante sus aventuras, Wanda rápidamente concluye que alguna fuerza o enemigo oculto está interrumpiendo la magia en toda la Tierra. Durante sus aventuras iniciales, lucha contra Declan Dane, el Hechizero Esmeralda, quien decide que ahora será el archienemigo de Wanda.
Mientras explora la senda de las brujas, un camino dimensional que existe fuera del espacio y el tiempo normales, Wanda conoce a Natalya Maximoff, otra mujer que se hace llamar la Bruja Escarlata y amiga de Agatha. Wanda se da cuenta de que este es el espíritu de su madre y que Natalya está visitando la senda en el pasado, en un momento antes de quedar embarazada. Después de ayudarse mutuamente, Natalya se da cuenta de quién debe ser Wanda justo cuando regresa a su período temporal.
Cuando comienza la segunda Guerra Civil superheroica, Pietro le pide ayuda a Wanda, pero ella se niega. También dice que le molesta que Pietro siga tratando de decirle qué hacer como si fuera una niña perdida, diciéndole sin rodeos que ha crecido, mientras que su negativa a aprender de sus errores pasados lo marca como un sociópata a sus ojos. Ella invita a Pietro a unirse a su búsqueda para aprender más sobre Natalya Maximoff, pero él se niega.
La búsqueda de respuestas de Wanda la lleva a Serbia y al sacerdote que los entregó a ella y a Pietro al Alto Evolucionador.  Al encontrar a su tía y madre adoptiva Marya aún con vida, Wanda finalmente descubre la verdad sobre su madre y su relación biológica con Django y Marya. Wanda finalmente descubre que una manifestación demoníaca del caos es responsable de interrumpir e intentar destruir la brujería. Wanda une fuerzas con los espíritus de Natalya y Agatha, y juntas las tres brujas debilitan la entidad del caos el tiempo suficiente para que Quicksilver (a quien Natalya convoca) la destruya. Wanda y Pietro se reconcilian. Para salvar la magia, Natalya sacrifica su espíritu, sabiendo que esto significa que ya no podrá comunicarse con Wanda o incluso mantener su propia identidad como fantasma. Antes de desaparecer, Natalya revela que no fue el Alto Evolucionador quien la mató cuando intentó rescatar a sus hijos. Fue asesinada por el padre de Wanda y Pietro. Pero ella desaparece antes de que pueda revelar la identidad de este hombre. Después de ver el sacrificio de su madre, y ahora teniendo un sentido más fuerte de su pasado e identidad, Wanda vuelve a dedicarse a ser una superheroína y una vengadora.
Más tarde, durante el arco "Los últimos días de magia", Wanda ayuda al Doctor Strange a derrotar a Empirikul, un culto científico centrado en destruir la magia en todas las dimensiones.

### Imperio Secreto
Se crea una versión alternativa del Capitán América, leal a la organización terrorista Hydra. Tomando el lugar del verdadero Steve Rogers, este "Capitán Hydra" finalmente intenta tomar el control de los Estados Unidos en el crossover Imperio Secreto. Wanda inicialmente se une a la lucha para detener a Hydra, pero los héroes reunidos fallan. Luego, a Wanda le lavan el cerebro para que sirva a la versión de Hydra de los Vengadores. Más tarde, se revela que Chthon se había aprovechado de la situación para poseer una vez más a la Bruja Escarlata, causando en ella inestabilidad mental.  Durante una batalla posterior, Doctor Strange trabaja para liberar a Wanda del control de Chthon nuevamente. El verdadero Capitán América regresa más tarde y los eventos del crossover del Imperio Secreto se deshacen.

### Amanecer de X
Magneto, Charles Xavier y muchos de sus aliados y enemigos mutantes deciden crear un estado nación soberano para mutantes en la isla viviente de Krakoa. En esta nueva nación mutante, Wanda es considerada enemiga del estado de Krakoa por los eventos del Día-M, ubicándose en el segundo lugar en la lista de los enemigos más peligrosos para los mutantes, ya que la eliminación del gen X resultó en 986,420 muertes (el principal enemigo, Bolivar Trask creó los centinelas, robots cazadores de mutantes responsables de 16.521.618 muertes y contando). El ex seguidor de Magneto, Exodus, comenzó a llamar a Wanda "la gran pretendiente" en relación con la revelación de que ella no es ni la hija de Magneto ni una mutante en absoluto y alentó a los niños mutantes a odiarla al compartir alrededor de las fogatas historias de ella y cómo le quitó los poderes a los mutantes durante el Día M.

### Academia Extraño
Wanda es profesora en la Academia Extraño, una escuela fundada por Doctor Strange para entrenar a jóvenes de muchos mundos con habilidades mágicas en el uso de hechicería y artefactos mágicos.

## Poderes y habilidades
La Bruja Escarlata es una superheroína que tiene la habilidad de manipular la probabilidad a través de sus "hechizos" (a menudo manifestándolos a través de "esferas maléficas" o "rayos maléficos" de un color rojo intenso como es demostrado en las obras visuales ). Estos hechizos son de un alcance variable, y su línea de visión no tiene límites. Convocar un hechizo requiere un gesto y concentración por parte de ella, aunque los gestos son en gran parte un enfoque para su concentración, y a pesar de esta precisión, los hechizos no necesariamente están garantizados para funcionar, sobre todo si Wanda está cansada o utiliza sus poderes en exceso. Si se sobre-extienden, los hechizos de Wanda pueden ser contraproducentes, provocando que la probabilidad funcione en contra de su voluntad o deshagan hechizos anteriores. Al principio de su carrera, sus hechizos eran inconscientes de su parte, y se activaban automáticamente cuando ella hacía un gesto en particular, independientemente de su intención. Estos hechizos sólo manifestaban efectos de "mala suerte". Ella más tarde ganó suficiente control sobre sus poderes, los cuales sólo funcionaban cuando ella quería, y no se limitaban a efectos negativos. Wanda puede utilizar sus hechizos para encender objetos inflamables, contener o retirar aire de un volumen determinado, desviar objetos, detener el impulso de proyectiles, abrir puertas, explotar objetos, crear campos de fuerza, desviar ataques mágicos, etc. También puede afectar la gravedad a su alrededor, permitiéndole levitar. Los efectos son variados, pero casi siempre perjudiciales para sus oponentes, como cuando causó que el artefacto del Ojo Malvado funcionara contra el villano interdimensional Dormammu, hizo que Ultron realizara cortocircuito, o cuando explotó un gas principal debajo de la Hermandad de Mutantes Diabólicos. Wanda es una combatiente experta, entrenada tanto por el Capitán América como por Hawkeye, además de ser una brillante estratega debido a sus años de experiencia trabajando como miembro de la Hermandad y posteriormente como Vengadora, y su experiencia en una variedad de situaciones de combate. La Bruja Escarlata también tiene el poder de utilizar la magia, y más tarde descubrió que estaba destinada a servir la función de un Ser Nexo, un punto focal viviente para la energía mística de la dimensión de la Tierra.
El escritor Kurt Busiek re-definió los poderes de la Bruja Escarlata, y sostuvo que en realidad era una habilidad para manipular la magia del caos, activada en su nacimiento. La redefinición de Busiek actualizó los poderes de Wanda sustancialmente, y fue mostrada con la capacidad de realizar hazañas como la resurrección del Hombre Maravilla. En este momento fue descrita como el "Ser Nexo" del Universo Marvel, capaz de dar a luz a niños lo suficientemente poderosos como para desafiar a los avatares de la Eternidad.
El escritor Brian Michael Bendis renovó los poderes de Wanda una vez más, con el Doctor Strange afirmando que la magia del caos no existía, y que Wanda estaba alterando la realidad todo el tiempo. Su poder aquí fue representado como suficiente para reescribir todo su universo, y causar ondas peligrosas para el multiverso.
Cuando el dios antiguo y demonio primigenio Chthon fue convocado a la Dimensión de la Tierra por el poder de la Fortaleza Oscura y tomó a Quicksilver como su rehén, él reveló que en realidad sí existe la Magia del Caos, una magia tan temida y horrible que todos los hechiceros de la Tierra hicieron un pacto para acabar con el reinado de Chthon con una mentira, que no hay un Dios del Caos y que tampoco existe la Magia del Caos, lo cual es la base del impío poder de Chthon. Más tarde, después de que Chthon fue exorcizado de Quicksilver, él mencionó que encontró en la Fortaleza Oscura un texto sobre la Magia del Caos, el poder que él cree que es la fuente de la locura de su hermana.
El poder de Wanda de alterar la realidad fue generado a partir de la combinación de sus habilidades mutantes naturales de afectar la probabilidad con la Magia del Caos. Debido a la naturaleza de sus poderes, ella no posee ciertas limitaciones como otros alteradores de la realidad, como Mad Jim Jaspers, quien necesita una realidad existente para utilizar sus poderes. Sus poderes, los cuales se derivaron a partir de la capacidad de manipular las probabilidades, sugieren que ella no necesita materia existente para deformar la realidad, con posibilidades infinitas. También debe tenerse en cuenta que la Bruja Escarlata es responsable de la resurrección de Mad Jim Jaspers, lo cual ocurrió cuando sus poderes alteraron la realidad.
Ella también tiene un grado de resistencia frente al poder cósmico de la Fuerza Fénix de Jean Grey Avengers vs. X-Men #12 confirmó que sus poderes involucran la Magia del Caos, y afirmó que posee "Magia Mutante", y que la "fuente primordial de su Magia del Caos" es cósmica.
Cine
En el Universo Cinematográfico de Marvel nació con habilidades latentes de manipular la Magia del Caos que fueron desbloqueadas y amplificadas por la Gema de la Mente durante su exposición al Centro de Loki. Durante las primeras apariciones únicamente hacía uso de ciertas habilidades psiónicas facilitadas por la gema. Entre ellas: telequinesis, telepatía, campos de fuerza, vuelo, manipulación mental y energía psiónica. Durante la muerte de su hermano Pietro Maximoff demostró ser capaz de desintegrar múltiples centinelas de Ultron. Durante Capitán América: Civil War perdió el control y causó un grave accidente provocando miedo en los civiles. Sin embargo, con el paso del tiempo fue ganando control de sus habilidades recuperando la confianza de las personas. Durante Avengers: Infinity War utilizó sus poderes telequinéticos para desestabilizar la estructura molecular de la Gema de la Mente en la frente de Visión para posteriormente destruirla y así intentar salvar la mitad del universo de Thanos. Durante Vengadores: Endgame fue, posiblemente, la amenaza mano a mano más fuerte para Thanos al ser capaz de casi matarlo desintegrando su cuerpo en el aire, teniendo él que recurrir a bombardear el área sacrificando a sus mismas tropas.
Durante su propia serie de Disney+, Wandavision, demostró inmensas cantidades de poder jamás vistas en el Universo Cinematográfico de Marvel al liberar inconscientemente su Magia del Caos al completo, creando por accidente un campo de fuerza en el pueblo de WestView donde pudo cambiar casi cualquier elemento de la realidad a su gusto, cambiando la apariencia de todo el pueblo a la de la época que deseara, controlando las acciones y pensamientos de todos los habitantes haciéndolos interactuar con complejas historias, modificando la probabilidad de eventos de suceder, controlando el clima, el flujo del tiempo, y el flujo del día y la noche. De igual forma conjuró una nueva Gema de la Mente, un nuevo Visión y dos hijos, cada uno con sus propios pensamientos e incluso poderes. Sin embargo, ató estas creaciones a su realidad impidiendo que pudieran existir sin ella. Durante un tiempo todo lo que Wanda decidiera se transmitía en formato de sit-com hacia las afueras del pueblo. Su campo de fuerza le otorgó poderes a Monica Rambeau.
Durante la última parte de Wandavision, demostró ser capaz de teletransportarse, conjurar hechizos de protección, absorber magia de otras brujas y proyectar su forma astral usando simultáneamente su forma física.

## Otras versiones

### Ultimate Bruja Escarlata
La Bruja Escarlata aparece el sello Ultimate Marvel de Marvel Comics, en los títulos Ultimate X-Men y The Ultimates, en los cuales se redefinen a los personajes más importantes de la editorial. En un principio aparece como integrante de la Hermandad de Mutantes, al igual que en la continuidad original, con la diferencia de que ella y Quicksilver, su hermano, no están allí bajo presión, sino que realmente creen en la supremacía mutante. Ambos continuaron llevando adelante el grupo mientras se creía que Magneto estaba muerto.
Ella y su hermano se unieron a Los Ultimates, la versión de Los Vengadores de esta continuidad, al mismo tiempo que Ojo de Halcón y un tiempo después que el Capitán América. Su relación con el grupo se mantuvo en secreto al público.
La Hermandad descubre que la muerte de Magneto fue un engaño por parte de Charles Xavier, que borra su memoria y lo hace vivir una vida normal. Magneto recupera su memoria y castiga a sus hijos por administrar mal a la Hermandad, volverse «débiles» y aliarse con los Ultimates. Poco después las fuerzas de Ultron asesinan a la Bruja Escarlata.

### El Reinado
Durante la distopía generada por el gobierno de los dioses asgardianos en la Tierra, la Bruja Escarlata tuvo dos hijos, que gracias a la ayuda de Quicksilver no fueron «registrados» y permanecieron en la clandestinidad hasta ser adultos. Su hija, con poderes mágicos similares, intervino decisivamente para que el hijo de Thor encontrara el martillo Mjölnir que Thor decía perdido y este reconociera que el gobierno de este no era bueno porque ya no era digno de alzar su martillo.

### Era de Apocalipsis
En la realidad alternativa de Era de Apocalipsis Charles Xavier está muerto y el Sueño de Xavier es llevado adelante por Magneto. La Bruja Escarlata muere durante la primera misión de los X-Men.

### Heroes Reborn
En la realidad alternativa de esta línea de cómics no existen los mutantes, la Bruja Escarlata es una hechicera y la Encantadora asegura ser su madre.

### House of M
En House of M, la Bruja Escarlata altera la realidad, creando un mundo donde los mutantes dominan al mando de Magneto y los humanos son perseguidos por centinelas. Luke Cage lidera una resistencia, Emma Frost mantiene una relación con Cíclope, Peter Parker está casado con Gwen Stacy y su tío Ben sigue con vida. Este evento tuvo final con Wanda diciendo «No más mutantes» por lo que la mayoría de los mutantes perdieron su mutación,  incluyendo a Magneto y Charles Xavier.

### Amalgam Comics
Como parte de la línea Amalgam, La Bruja Escarlata se fusiona con Zatanna de DC Comics para conformar a la Maga Blanca.

## En otros medios

### Televisión
- La primera aparición animada de Scarlet Witch fue en el segmento del Capitán América de la serie de 1966 The Marvel Super Heroes, con la voz de Peg Dixon.
- Scarlet Witch aparece en la serie animada de 1994 Iron Man, con la voz de Katherine Moffat en la primera temporada y de Jennifer Darling en la segunda temporada. Aquí el personaje se identifica en los créditos de cierre como "Wanda Frank" (un alias utilizado por el personaje en los cómics).
- Scarlet Witch es introducida en la serie animada de X-Men de 1992, con la voz de Susan Roman. Ella hace una aparición especial en el episodio "Family Ties" así como un cameo junto a su hermano en el episodio "Repo Man".
- Scarlet Witch aparece en la serie animada de Los Vengadores de 1999 titulada The Avengers: United They Stand, con la voz de Stavroula Logothettis.
- Scarlet Witch es introducida en X-Men: Evolution a partir del episodio 28 de la segunda temporada titulado “The HeX Factor” con la voz de Kelly Sheridan. En el último episodio de la serie, el Profesor Xavier tiene una premonición donde Scarlet Witch formará parte de S.H.I.E.L.D. junto con su hermano Quicksilver.
- Scarlet Witch aparece en Wolverine and the X-Men episodios "Greetings from Genosha", "Battle Lines", "Hunting Grounds", "Backlash", "Aces and Eights", y en el final de tres partes "Foresight", con la voz de Kate Higgins. En esta versión ella tiene un interés romántico por Nightcrawler.
- Scarlet Witch aparece en The Super Hero Squad Show temporada uno episodio "Hexed, Vexed, and Perplexed" con la voz de Tara Strong. Se incorporó al Escuadrón de Superhéroes en la temporada dos.
- Scarlet Witch de The Super Hero Squad Show hace cameos como parte de una realidad alternativa en Ultimate Spider-Man episodio "Flight of the Iron Spider" (El Vuelo de la Araña de Hierro).
- El 15 de enero de 2021 se estrenó la serie WandaVision para Disney+ que es protagonizada por Elizabeth Olsen y Paul Bethany, ahondando en su relación y en la esencia de lo que es realmente la “Bruja Escarlata”.

### Cine
Marvel licenció los derechos de filmación de los X-Men y conceptos relacionados como los mutantes, a 20th Century Fox. Desde entonces Fox ha creado una serie de películas basadas en la franquicia. Años más tarde, Marvel comenzó su propia franquicia cinematográfica, el Universo cinematográfico de Marvel, centrado en los personajes que no tenían licencia para otros estudios, como Los Vengadores. El núcleo principal de esta franquicia fueron Los Vengadores, tanto en películas independientes como en la exitosa película The Avengers. Quicksilver y la Bruja Escarlata fueron disputados por ambos estudios. Fox reclamaba los derechos sobre ellos porque ambos eran mutantes e hijos de Magneto, el villano de la mayoría de sus películas; y Marvel reclamaba esos derechos porque la historia editorial de los personajes en los cómics está más relacionada con Los Vengadores que con los X-Men. Los estudios hicieron un acuerdo para que ambos usen los personajes. Fue hecho con la condición de que las tramas no hagan referencia a las propiedades del otro estudio: en las películas de Fox no pueden mencionarlos como miembros de Los Vengadores, y en las películas de Marvel no pueden mencionarlos como mutantes e hijos de Magneto.
Sin embargo, la película de 2014 X-Men: días del futuro pasado, no presentó a la Bruja Escarlata. Solo hay una breve escena de Quicksilver con una niña pequeña, y otra escena borrada en la que Peter se queja de ella y su madre le dice a la niña vestida de princesa que vaya a molestar a su hermana, pero el director Bryan Singer negó que la niña fuera Scarlet Witch, diciendo que ella era solamente la hermana pequeña de Quicksilver, y que únicamente fue un guiño para los fanáticos del cómic. La película secuela X-Men: Apocalipsis presenta a otra hija de Magneto, Nina, que tampoco tiene nada que ver con la Bruja Escarlata.

### Universo cinematográfico de Marvel
Elizabeth Olsen interpreta a Wanda Maximoff / Bruja Escarlata en medios de acción en vivo ambientados en el Universo cinematográfico de Marvel. El disfraz de cómic y el nombre en clave de "Scarlet Witch" no se usaron en sus apariciones iniciales en películas debido a problemas de derechos con Fox, aunque ambos se usaron más tarde en la serie de televisión WandaVision luego de la adquisición de Fox por parte de Disney. Tanto Olsen como Aaron Taylor-Johnson, quien interpreta a Pietro Maximoff en el UCM, firmaron acuerdos de múltiples imágenes. Las versiones UCM de los Maximoffs nacieron en 1989 en el país ficticio de Europa del Este de Sokovia a Oleg e Iryna Maximoff. Sin embargo, quedaron huérfanos a una edad temprana cuando su vecindario fue atacado por bombarderos que usaban armamento de Industrias Stark. Los gemelos más tarde se unirían a Hydra y buscarían venganza contra Tony Stark.
En las películas, el poder de Wanda es la magia del caos, tiene psycokinesis y control mental. Pietro y ella obtuvieron sus poderes debido a que Hydra realizó experimentos en ellos con la Gema de la Mente. En WandaVision, Wanda se entera de que nació como una bruja potencial con la capacidad de lanzar hechizos ocasionalmente sin darse cuenta. Su exposición a la Gema de la Mente mejoró enormemente su don inherente para manejar la magia, lo que finalmente la llevó a ser capaz de aprovechar la magia del caos.
- Junto con Pietro, Wanda apareció por primera vez en una escena poscréditos de la película de 2014, Captain America: The Winter Soldier, como sujeto de prueba de Barón Strucker.[76]

- Los Maximoff se convirtieron en personajes secundarios en la película de 2015 Avengers: Age of Ultron, donde conspiran con Hydra, y más tarde con Ultron, contra los Vengadores antes de unir fuerzas con los héroes después de enterarse de que Ultron planeaba exterminar a la humanidad al destruir Sokovia.[77][78] Pietro muere salvando a Hawkeye mientras Wanda se une a los Vengadores bajo el liderazgo del Capitán América.

- Wanda regresa en la película de 2016, Capitán América: Civil War,[79] durante la cual comienza a desarrollar una relación con Visión, se pone del lado del Capitán América después de la ruptura de los Vengadores; debido a los Acuerdos de Sokovia y está temporalmente encarcelado en la Balsa; hasta que el Capitán América la libere.[80]

- Wanda regresa en la película de 2018, Avengers: Infinity War y su secuela de 2019, Avengers: Endgame, después de haber huido para perseguir completamente una relación con Visión antes de perderlo ante Thanos y convertirse en víctima del Blip. Cinco años después, los Vengadores devuelven a la vida a todos los que sufrieron "blip" y derrotan a una versión alternativa de Thanos en la línea de tiempo.

- En septiembre de 2018, se informó que Marvel Studios estaba desarrollando varias series limitadas de servicio de streaming de Disney, Disney+, estar centrado en los personajes de 'segundo piso' de las películas del UCM que no tenían y era poco probable que la estrella en sus propias películas; como Wanda Maximoff, y se esperaba que Elizabeth Olsen repitiera su papel en ese momento.[81] El título de este programa se anunció más tarde en el mismo año que WandaVision. El programa coprotagoniza a Paul Bettany retomando su papel de Visión[82][83] y se estrenó el 15 de enero de 2021.[84] En el transcurso de la serie, Wanda acepta la muerte de Visión, descubre que sus poderes se basan en la magia y, finalmente, se convierte en la Bruja Escarlata antes de esconderse para comprender mejor sus poderes.

- Wanda aparece en la película de Doctor Strange en el multiverso de la locura que se estrenó el 6 de mayo del 2022.[85][86] Ella es apoderada por el libro Darkhold e intenta usar a América Chávez, que tiene la capacidad de viajar a través del multiverso, Wanda tiene la intención de usar a Chávez para tomar su poder y estar con sus hijos Billy y Tommy (de WandaVision), al ser enfrentada por Strange. Ella los persigue y asesina a los Illuminati hasta tener éxito. Luego de ser salvada por Strange, Chávez transporta a Maximoff de regreso a la Tierra-838, lo que permite que Billy y Tommy de ese universo sean testigos de su maldad. Al darse cuenta de cuánta muerte y destrucción ha causado, Maximoff aparentemente se sacrifica para destruir todas las copias de Darkhold en todo el multiverso.

### Videojuegos
- X-Men Legends II: Rise of Apocalypse
- Marvel Super Hero Squad: The Infinity Gauntlet
- Marvel Super Hero Squad Online
- Marvel Super Hero Squad: Comic Combat
- Marvel: Avengers Alliance
- The Avengers: Battle for Earth
- Marvel Heroes
- Lego Marvel Vengadores
- Marvel Future Fight
- Fortnite: Battle Royale
- Marvel Rivals
- Marvel Contest of Champions